# ناشونال فيلفيت (فلم)
فيلفيت القومية (بالإنجليزية:National Velvet) هو فيلم رياضي من إنتاج عام 1944 وهو فيلم ابيض واسود مبني على رواية تحمل نفس الاسم للكاتبة انييد بانجولد التي نشرت عام 1935, الفيلم من بطولة كل من ميكي روني والفنانة الشابة إليزابيث تايلور. وفي عام 2003 تم حفظ الفيلم في مكتبة الكونغرس في الولات المتحدة لكونه واحدا من الافلام الثقافية والتاريخية المهمة.

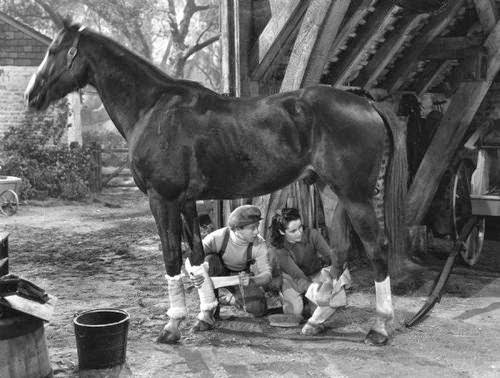
ميكي روني وإليزابيث تايلور في مشهد من الفيلم.

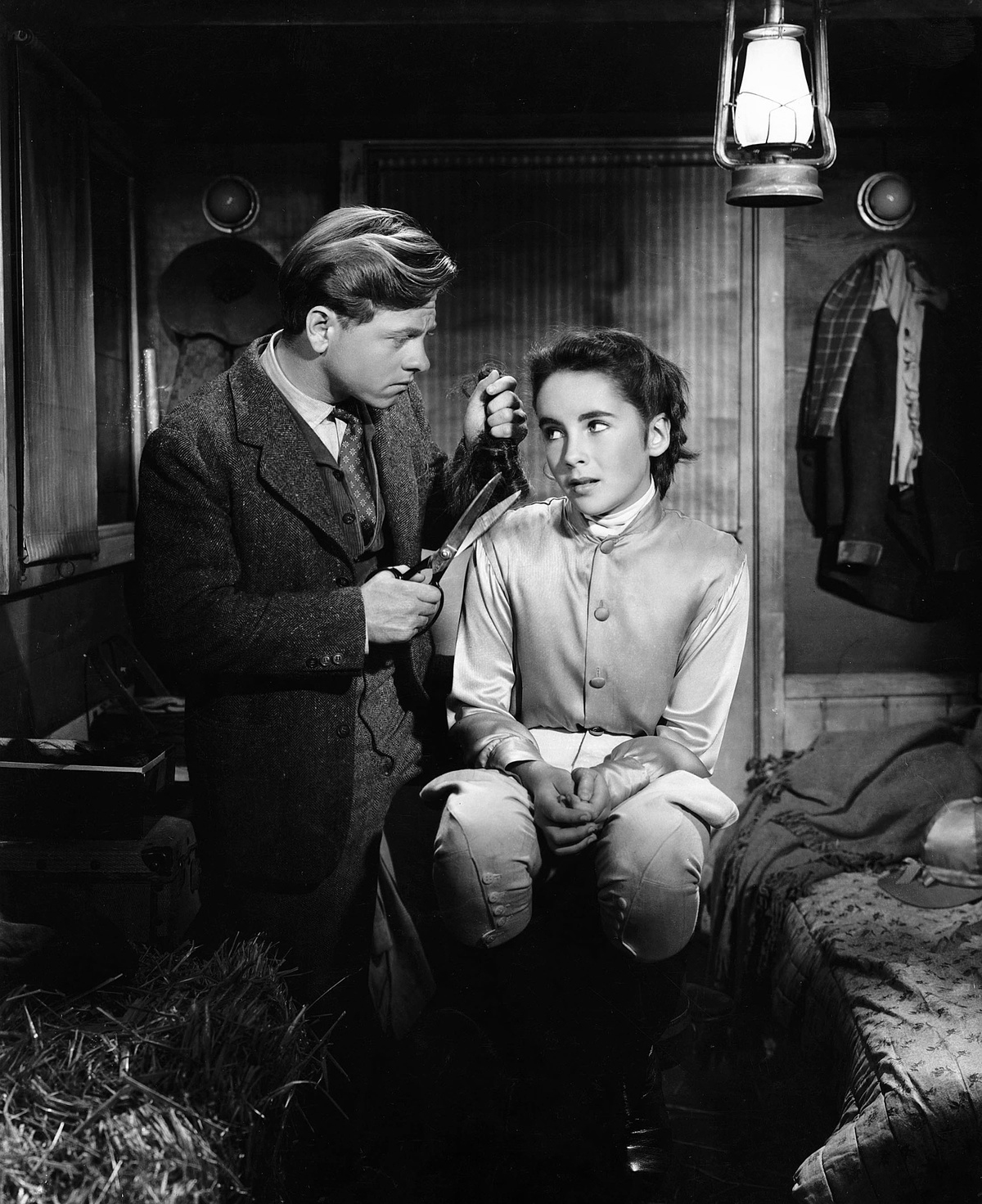
ميكي رونيوإليزابيث تايلور في مشهد اخر من الفيلم.

## فريق التمثيل
- ميكي روني بدور مايك تايلور
- إليزابيث تايلور فيلفيت براون
- دونالد كرسبي بدور السيد هيربيرت براون
- انجيلا لانسبوري
- اني ريفير
- جاكي بوتش جينكز

## أغنية الفيلم
- أغنية «اوقات الصيف (با الإنجليزية:Summertime)» - من اداء إليزابيث تايلور.

## العائدات
الفيلم حصل على تقييم 100% في موقع الطماطم الفاسدة.
وحقق أيضا نجاحا باهرا في البوكس اوفيس حيث جمع أكثر من 3,678,000 دولار أمريكي في الولات المتحدة وكندا, و2,162,000 في باقي دول العالم.

### الجوائز الاكادمية
; فاز
حاز الفيلم على جائزتي اوسكار عام 1945 
- جائزة الأوسكار لأفضل ممثلة مساعدة -انا ريفيري.
- جائزة الأوسكار لأفضل مونتاج - روبرت كيرن

ترشح لـ
ترشح الفيلم أيضا ليحصل على الجوائز التالية:
- جائزة الأوسكار لأفضل مخرج - كلارينس براون
- جائزة الأوسكار لأفضل تصميم إنتاج
- جائزة الأوسكار لأفضل تصوير سينمائي - ليونارد سميث

## التتمة
في عام 1978 أطلق فيلم انترناشونال فيلفيت ‏ هو تتمة للفيلم. الفيلم من بطولة تاتوم أونيل, كريستوفر بلامر, أنتوني هوبكنز, ونانيتي نيومان.

## روابط خارجية
- مقالات تستعمل روابط فنية بلا صلة مع ويكي بيانات